# Macroglossum melanoleuca
Macroglossum melanoleuca là một loài bướm đêm thuộc họ Sphingidae. Nó được tìm thấy ở Sumba, Indonesia.